# Eumastax nigrovittata
Eumastax nigrovittata är en insektsart som beskrevs av Marius Descamps 1982. Eumastax nigrovittata ingår i släktet Eumastax och familjen Eumastacidae. Inga underarter finns listade i Catalogue of Life.